# زانا موگو
زانا موگو شهری در شهرستان بورزانگا در استان بام در بورکینافاسوی شمالی است و جمعیت آن ۹۷۶ نفر است.